# Den lille Hornblæser
Den Lille Hornblæser è un cortometraggio muto del 1909 diretto, scritto e interpretato da Eduard Schnedler-Sørensen, basato su una poesia di H.P. Holst. Fu il primo film prodotto dalla Fotorama. Gli altri interpreti sono Christel Holch, Frede Skaarup, Gunnar Helsengreen, Aage Bjørnbak, Kai Lind, Aage Schmidt.

## Trama
In Danimarca nel 1848, Christian Kruse, suonatore di corno, vive con il padre, un barcaiolo, e con la sorella Marie, innamorata di Orla, un valoroso ufficiale dell'esercito danese. Quando scoppia la guerra, tutti partono per il fronte a combattere contro i tedeschi. Parte anche Marie, che vuol dare il proprio contributo come infermiera. In guerra, durante una pericolosa missione, Christian scopre che Frants, il fratello di Orla, è una spia. Attirato in una trappola dal traditore, il giovane viene ferito. Per chiedere aiuto, suona il suo corno. Un coraggioso dragone si batte con valore, uno contro sette, contro il nemico che viene così trattenuto. I danesi vincono lo scontro e Christian, portato via da Jens Daglykke, soffia adesso nel suo corno l'aria della vittoria. Ma la mestizia non è lontana: giunge la notizia della morte di suo padre, caduto a Eckernförde. Frants intanto, la spia che è stata arrestata e imprigionata, tenta di fuggire. Ma Christian gli spara, fermando la sua fuga. Ormai la guerra è finita e tutti possono ora ritornare a casa.

## Produzione
Il film fu prodotto dalla Fotorama.

## Distribuzione
Il film, un cortometraggio di 12 minuti conosciuto in Danimarca anche con il titolo Landsoldaten, uscì nelle sale cinematografiche danesi il 18 ottobre 1909.